# Marburger Leuchtfeuer
Das Marburger Leuchtfeuer für Soziale Bürgerrechte wird seit 2005 jährlich von der Universitätsstadt Marburg und der Humanistischen Union Marburg verliehen. Mit der undotierten Auszeichnung sollen Persönlichkeiten geehrt werden, die sich in vorbildlicher Weise für die gleichberechtigte Teilhabe aller Menschen am gesellschaftlichen Leben ohne Ansehen ihrer sozialen, gesundheitlichen oder wirtschaftlichen Stellung eingesetzt haben. Der Preis soll das grundsätzliche Eintreten für die Rechte benachteiligter Menschen würdigen. Die Jury legt dabei Wert auf einen herausragenden Einsatz der Vorgeschlagenen für die Ermutigung benachteiligter Menschen, ihre Rechte selbstbewusst wahrzunehmen.
Die Auszeichnung schreiben die Universitätsstadt Marburg und die Humanistische Union Marburg alljährlich zum Internationalen Tag der Menschenrechte am 10. Dezember aus. Die Vorgeschlagenen sollten möglichst aus Hessen kommen oder sonst zumindest einen Bezug zu Marburg haben. Mit dem Preis möchten Stadt und Humanistische Union die Gesellschaft darin bestärken, die Gleichheit aller Menschen nicht als „ferne Utopie“ zu verstehen, sondern an ihrer Verwirklichung im Alltag aktiv mitzuwirken.

## Preisträger
Preisträger wurden gemäß Juryentscheid:
- 2005: Ulrike Holler, HR-Hörfunk-Journalistin mit Schwerpunkt Sozialberichterstattung[3]
- 2006: Friedhelm Hengsbach, ausstrahlungskräftiger, menschenfreundlicher katholischer Sozialethiker
- 2007: Käte Dinnebier, einsatzfreudige Gewerkschafterin und Stadtverordnete in Marburg
- 2008: Rolf Schwendter, AG SPAK- und Devianzforscher, 3-facher Doktor
- 2009: Sabriye Tenberken, blinde Tibetologin und weltweit tätige Behinderten-Aktivistin
- 2010: Horst-Eberhard Richter, Arzt-Professor und humanistischer Schriftsteller mit kraftvollem Einsatz für „Menschlichkeit“
- 2011: Katja Urbatsch, Gründerin und Mastermind von Arbeiterkind.de[4]
- 2012: Bernhard Conrads, langjähriger ideenreicher Aktion-Mensch-Geschäftsführer
- 2013: Hilde Rektorschek, Gründerin und Mastermind der bundesweit tätigen Kulturlogen-Assoziation
- 2014: Ulrich Schneider, Hauptgeschäftsführer des Deutschen Paritätischen Wohlfahrtsverbandes[5]
- 2015: Inge Hannemann, Hamburger Bürgerrechtsaktivistin und Publizistin[6]
- 2016: Lutz Götzfried, Marburger Musiker und Sozialvereinsvorsitzender Mobilo[7]
- 2017: Katharina Nocun, Demokratie- und Netz-Aktivistin[8]
- 2018: Peter Fischer, Präsident des Fußballclubs Eintracht Frankfurt, für seine „Haltung für Humanität“[9][10]
- 2019: Ärztin Kristina Hänel und Sea-Watch-Ärztin Ruby Hartbrich[11][12]
- 2020: Stefan Diefenbach-Trommer für seinen Einsatz für zivilgesellschaftliches Engagement in der Demokratie[13]
- 2021: Halina Pollum sowie Nachbarschaftshilfe Marburg, Marburger Tafel, Medinetz Marburg und das Personal in Pflegeheimen und Kliniken für „besonderen Einsatz in der Corona-Pandemie“[14]
- 2022: Amnon Orbach für sein jahrzehntelanges Engagement gegen Antisemitismus und Rassismus sowie für jüdisches Leben in der Stadt[15]
- 2023: Serpil Temiz-Unvar für ihre Gründung der Bildungsinitiative Ferhat Unvar nach dem rassistischen Anschlag in Hanau, für ihr Engagement für Bildung ohne Rassismus[16]
- 2024: Ottmar Miles-Paul für die Selbstbestimmung Behinderter[17]
- 2025: Helena Steinhaus für ihre Bürgerrechtearbeit mit der Initiativbewegung Sanktionsfrei[18]